# Палата Медичи Рикарди
Палата Медичи, позната и као Палата Медичи Рикарди (итал. Palazzo Medici Riccardi) према породици која је касније преузела и проширила, ренесансна је палата смештена у Фиренци у Италији. Седиште је метрополитенског града Фиренце и музеј.

## Преглед
Палату је пројектовао Микелоцо ди Бартоломео за Козима де Медичија, главу банкарске породице Медичи, а изграђена је између 1444. и 1484. године. Био је добро познат по зидарству од камена, које укључује архитектонске елементе рустике и блок зидања. Овде коришћена трипартитна елевација изражава ренесансни дух рационалности, поретка и класицизма у људским размерама. Ова трипартитна подела наглашена је хоризонталним низовима који зграду деле на спратове све мање висине. Прелазак са рустичног зидања приземља на оплемењенији камени зид трећег спрата чини зграду лакшом и вишом док се поглед креће ка горе до масивног венца који затвара и јасно дефинише обрисе зграде.
У пројектовању палате на Микелоцоа су утицали и класични римски и брунелескијеви принципи. Током ренесансног препорода класичне културе, древни римски елементи често су се реплицирали у архитектури, како изграђени, тако и виђени на сликама. У Палати Медичи Рикарди, рустични зид и венац имали су претходнике у римској пракси, али у целини изгледају изразито фирентински, за разлику од било које познате римске грађевине.
Слично томе, рано-ренесансни архитекта Брунелески користио се римским техникама и утицао на Микелоцоа. Некада отворена угаона лођа и фронтови продавница окренути ка улици били су зазидани током 16. века. Заменили су их необични Микеланђелови приземни „клечећи прозори” (finestre inginocchiate). Нови прозори постављени су у оно што изгледа као да је зидна испуна првобитног засвођеног отвора, маниристички израз Микеланђела и других.

## Историја
Палата Медичи Рикарди изграђена је након пораза од стране Миланеза и када је Козимо де Медичи имао већу владарску моћ. Његов противник Риналдо Албици је умро дајући Козиму и његовим присталицама још већи утицај. Са овом новом политичком моћи Козимо је одлучио да жели да сагради палату. Успео је да стекне имовину од својих суседа како би започео изградњу палате. За разлику од других богатих породица, Козмо је желео да почне на празном месту и очистио је локацију пре него што је почео да гради. Већина других породица, укључујући и оне имућног порекла, градиле су од онога што је већ било присутно. У то време постојала је и забринутост због сумптуарних закона који су утицали на то колико богатства неко може показати или како приказати богатство без показивања богатства. Козимо се слагао са овим законом и веровао у овај идеал вероватно због свог статуса у Сињорији Фиренце. Козимо је имао идеју да спољашњост зграде буде једноставнија и скромнија, а унутрашњост више декорисана. Била је већа од осталих палата, али је због скромнијег дизајна била мање приметна. Ипак, Козимови покушаји скромности нису помогли касније када је породица Медичи била под надзором ради политичке моћи. Оптужен је да је трошио новац који није његов, а палата је постала део аргумената уз тврдњу да су је Медичи изградили новцем који није њихов.
Палата је остала главна резиденција породице Медичи све до прогонства Пјера де Медичија 1494. године. Након њиховог повратка на власт, Медичи су наставили да је користе до 1540. године, када је Козимо I преселио своју главну резиденцију у Палату Векио. Палата Медичи и даље се користила као пребивалиште за млађе чланове породице све док, превише строга за доба барока, палата није продата породици Рикарди 1659. године. Рикарди су обновили палату и наручили величанствену галерију на којој је Лука Ђордано фрескописао Апотеозу Медичија. Породица Рикарди продала је палату тосканској држави 1814. године, а 1874. године зграда је постала седиште покрајинске владе Фиренце.

## Архитектура
Микелоцо је постао миљеник Козима због његовог обзира према традицији и његовог стила украшавања. Микелоцо је студирао код Брунелескија и на нека његова дела утицао је познати архитекта и вајар. Међутим, Брунелески је Козиму предложио дизајн, али се веровало да је превише раскошан и екстравагантан и одбијен је због Микелоцовог скромнијег дизајна, иако се Брунелескијев стил ипак може видети у палати. Двориште палате било је засновано на лођи Болнице невиних (Ospedale degli Innocenti), брунелескијанском дизајну.
Палата је била прва зграда у граду која је саграђена након модерног поретка, укључујући сопствене одвојене собе и станове. Палата је такође била почетак не само Микелоцовог успона у статусу архитекте, већ и „прототипа тосканске ренесансне палате“, и њен стил је понављан у многим каснијим Микелоцовим делима. Била је то једна од првих зграда која је имала велико степениште које није било секуларног дизајна, а за зграду овог доба и статусни симбол тадашњег клијента била је једноставна и скромног изгледа. Сама палата заснива се на средњовековном дизајну уз додавање других компоненти. Дизајн је требало да буде једноставнији, али постављен на такав начин да је и даље показивао богатство породице Медичи употребом материјала, ентеријера и једноставности.
Палата је подељена на различите спратове. У приземљу се налазе два дворишта, одаје, радне собе, тоалети, кухиње, бунари, тајна и јавна степеништа, а на  спратовима су просторије намењене породици.

## Пријеми
Без обзира на намерно једноставан спољашњи изглед, зграда добро одражава акумулирано богатство породице Медичи. Петнаестогодишњи Галеацо Марија Сфорца, пети војвода Милана, угошћен је у Фиренци 17. априла 1459. године, и оставио је писмо у којем је описана палата, где је читава његова пратња била племићки  смештена.
Када се породица Медичи вратила у Фиренцу након њиховог кратког изгнанства почетком 15. века, држали су се ниско и деловали иза сцене. То се одражава на обичан спољни изглед ове зграде и наводно је разлог зашто је Козимо де Медичи одбио ранији Брунелескијев предлог.
Николо де Карисими, један од саветника Галеаца Марије, написао је додатне детаље о собама и башти.
Палата је била место свадбеног пријема Фердинанда де Медичија, Великог принца Тоскане и Виоланте Беатриче из Баварске 1689. године.
Године 1938. у палати је одржана вечера између шефова држава Бенита Мусолинија и Адолфа Хитлера.

## Уметничка дела
Можда најважнији део палате је капела Маги, коју је фрескама украсио Беноцо Гоцоли, који ју је довршио око 1459. године. Гоцоли је украсио фреске богатством анегдотских детаља и портретима чланова породице Медичи и њихових савезника, заједно са византијским царем Јованом VIII Палеологом и Царом Светог римског царства Жигмундом Луксембуршким који парадирају кроз Тоскану у костимима три мудраца. Без обзира на његове библијске алузије, многи прикази алудирају на Фирентијску унију (1438-1439), догађај који је донео престиж и Фиренци и Медичијима.
У капели се такође налазило Поклоњење у шуми Фра Филипа Липија као олтарна слика. Липијев оригинал се сада налази у Берлину, док је примерак Липијевог следбеника заменио оригинал.
Међу осталим украсима палате налазиле су се две лунете Филипа Липија, на којима је приказано Седам светаца и Благовести, а сада се налазе у Националној галерији у Лондону.
Дела Донатела била су такође приказана у Палати, наиме статуа Давида, изложена у дворишту, и Јудите и Холофернеса, изложена у башти.

## Галерија
- Унутрашње двориште
- Давид
- Јудита и Холофернес
- Озидана башта
- Капела Маги
- Олтар капеле
- Галерија са украсима Луке Ђордана